# Giovanni Grasso (1873-1930)
Giovanni Grasso (Catania, 19 dicembre 1873 – Catania, 14 ottobre 1930) è stato un attore italiano.
Era noto anche come Giovanni Grasso senior, per distinguerlo dal cugino minore omonimo, conosciuto come Giovanni Grasso junior.

## Biografia
Giovanni Grasso è ricordato come il più grande attore tragico siciliano e uno dei maggiori in Italia. Iniziò la propria attività nello spettacolo al teatro dell'Opera dei Pupi gestito dal padre Angelo. Alla carriera teatrale venne avviato da Nino Martoglio. Al fianco del famoso poeta e con un'importante compagnia teatrale composta fra gli altri da Virginia Balistrieri, Angelo Musco, Rocco Spadaro, Giacinta Pezzana e Totò Majorana interpretò diverse opere di successo come Il berretto a sonagli, Feudalesimo, Morte civile, Pietra su pietra e Cavalleria rusticana recitando sui più importanti palcoscenici d'Italia e poi internazionali: Spagna, America del Sud, Francia, Inghilterra, Germania, Russia, Stati Uniti.
I suoi spettacoli furono ammirati dalle più grandi personalità teatrali dell'epoca. Aurélien Lugné-Poe lo vide recitare in Argentina nel 1907 e organizzò una tournée a Parigi all'inizio del 1908. A Parigi venne ammirato da Jacques Copeau (che ne parla nei suoi diari), da André Antoine e da Loïe Fuller.
Durante una rappresentazione a Firenze, alla fine del 1907, venne visto da Edward Gordon Craig che ne scrisse ripetute volte sulla rivista «The Mask». Lo stesso Craig, durante la permanenza al Teatro d'Arte di Mosca nell'autunno del 1908, convinse Stanislavskij a invitare alcuni membri della compagnia di Grasso al Teatro d'Arte di Mosca. L'obiettivo era quello di far incontrare gli attori siciliani con quelli del Teatro d'Arte per osservare da vicino le rispettive tecniche recitative.
Durante la stessa tournée in Russia nel 1908, la compagnia di Grasso fece alcune rappresentazioni a San Pietroburgo dove venne ammirato da Mejerchol'd che avrebbe in seguito dichiarato: «Mi resi conto di numerose leggi della biomeccanica vedendo recitare il magnifico attore tragico siciliano Grasso». Lo stesso Mejerchol'd avrebbe dedicato a Grasso il suo étude del "Salto sul petto".
Le tournée statunitensi della compagnia di Grasso negli anni '20 furono importantissime per l'impatto che egli ebbe su Lee Strasberg - che gli dedica numerose pagine in The dream of passion - e su Sanford Meisner che lo avrebbe descritto come «The greatest actor I've ever seen».
Recitò anche nel cinema muto di cui viene considerato un pioniere nell'ambito internazionale con la pellicola diretta da Nino Martoglio Sperduti nel buio.
Il 20 luglio 1904 fu iniziato in Massoneria nella Loggia Trionfo ligure di Genova.

## Nella cultura di massa
- Il racconto Di Grasso contenuto nei Racconti di Odessa (1924) di Isaak Babel' origina da un passaggio dell'attore nell'eponima città ucraina.[10]

## Filmografia

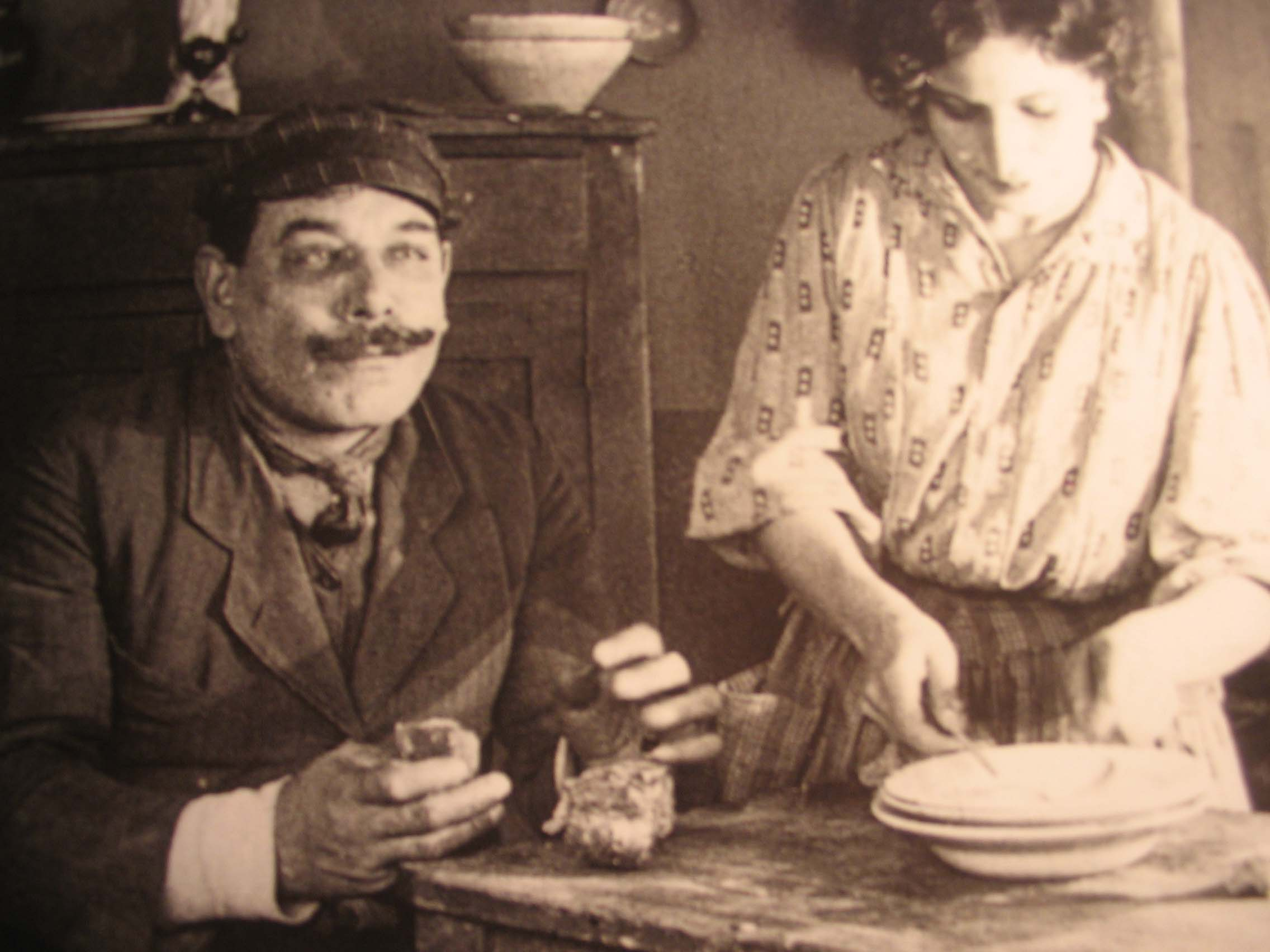
Giovanni Grasso con Virginia Balistrieri in Sperduti nel buio

- La morte civile, regia di Mario Gallo (1910)
- Un amore selvaggio, regia di Raffaele Viviani (1912)
- Capitan Blanco, regia di Nino Martoglio (1914)
- Sperduti nel buio, regia di Nino Martoglio (1914)
- Il lupo, regia di Giulio Antamoro (1917)
- Sole o La regina di Marechiaro, regia di Giulio Antamoro (1918)
- Vautrin, regia di Alexandre Devarennes (1919)
- Per te muoio o Per l'onore, regia di Gustavo Serena (1919)
- Mala Pasqua o Sei anni dopo o A te la mala Pasqua!, regia di Ignazio Lupi (1919)
- Tromp-la-mort, regia di Alexandre Devarennes (1920)
- Il dramma dell'amore o Assalto all'ignoto, regia di Amleto Palermi (1920)
- Dopo il peccato, regia di Amleto Palermi (1920)
- La casa degli scapoli, regia di Amleto Palermi (1923)
- L'ospite sconosciuta o Mala femmina, regia di Telemaco Ruggeri (1923)
- Cavalleria rusticana, regia di Mario Gargiulo (1924)
- Il cavaliere Petagna, regia di Mario Gargiulo (1926)